# 広島県道303号上筒賀津浪線
広島県道303号上筒賀津浪線（ひろしまけんどう303ごう かみつつがつなみせん）は、広島県山県郡安芸太田町を通る一般県道である。

## 概要
山県郡安芸太田町大字上筒賀から山県郡安芸太田町大字津浪に至る。

### 路線データ
- 起点：山県郡安芸太田町大字上筒賀（国道186号交点）
- 終点：山県郡安芸太田町大字津浪（国道191号）
- 総延長：11,102.6 m[1]
- 実延長：10,991.6 m
- 異常気象時通行規制区間：山県郡安芸太田町大字中筒賀（延長不明、時間雨量30 mm以上、日雨量100 mm以上の場合通行止め規制がかかる）

## 歴史
- 2009年（平成21年）2月5日 - 広島県告示第119号により広島県道241号筒賀停車場線・広島県道303号上筒賀筒賀停車場線が廃止され[2]、広島県告示第118号により路線認定[3]。同日の広島県告示第112号により区域が決定する[1]。

前身は広島県道241号筒賀停車場線・広島県道303号上筒賀筒賀停車場線の各一部。

## 路線状況
道幅は狭い上、井仁トンネルには高さ制限がかけられているため筒賀・戸河内方面と湯来・安佐方面の短絡路としては有用ではない。

### 重複区間
- 広島県道304号中筒賀下線（山県郡安芸太田町大字中筒賀、延長：111.00 m）

### 道路施設

#### 橋梁
- 筒賀橋（太田川、延長：105.80 m）

#### トンネル
- 井仁トンネル：延長182 m、1959年（昭和34年）竣工、山県郡安芸太田町

## 地理

### 通過する自治体
- 山県郡安芸太田町

### 交差する道路
| 交差する道路                         | 交差する場所 | 交差する場所 |
| ------------------------------------ | ------------ | ------------ |
| 国道186号 国道434号 重複             | 大字上筒賀   | 起点         |
| 広島県道304号中筒賀下線              | 大字上筒賀   |              |
| 広島県道304号中筒賀下線 重複区間起点 | 大字中筒賀   |              |
| 広島県道304号中筒賀下線 重複区間終点 | 大字中筒賀   |              |
| 国道191号 国道433号 重複             | 大字津浪     | 終点         |

### 沿線
- 安芸太田町立安芸太田中学校
- 井仁の棚田
- JR西日本可部線 廃線跡
- 筒賀川（太田川支流）
- 太田川